# Luvo Manyonga
Luvo Manyonga (Mbekweni, 8 de janeiro de 1991) é um atleta sul-africano especializado no salto em distância, campeão mundial e medalhista olímpico.
Em 2010 foi campeão mundial junior em  Moncton, no Canadá e no ano seguinte venceu a prova nos Jogos Pan-Africanos de 2011 em Maputo, Moçambique. Conquistou a medalha de prata olímpica na Rio 2016 e em seguida foi medalha de ouro no Campeonato Mundial de Atletismo de 2017 em Londres. Em 2018 venceu o salto em distância nos Jogos da Commonwealth, realizados em Gold Coast na Austrália.
Em 2012 Manyonga se tornou um consumidor regular de tik, uma variante de metamfetamina em cristais muito usada para fins recreativos na África do Sul, que consumia fora dos períodos anuais de competição. Em março daquele ano, porém, ele testou positivo num teste antidoping dentro de uma competição e foi suspenso por 18 meses do esporte. Em 2021, ele foi novamente suspenso, desta vez por quatro anos pela reincidência, por não ter fornecido às autoridades antidoping informações suficientes para concluir os testes de drogas. Ele continua suspenso até dezembro de 2024.